# Zeki Günel
Zeki Günel (* 10. April 1906 in Selanik; † unbekannt) war ein türkischer Fußballspieler.

## Spielerkarriere

### Verein
Günels Karriere ist unvollständig dokumentiert. Er gehörte ab der ersten Hälfte der 1920er dem Kader des Istanbuler Vereins Beykozspor an und spielte mit diesem in der Partie İstanbul Ligi (dt. Istanbuler Liga). Da damals in der Türkei keine landesübergreifende Profiliga existierte, existierten stattdessen in den Ballungszentren wie Istanbul, Ankara und Izmir regionale Ligen, von denen die İstanbul Ligi (auch İstanbul Futbol Ligi genannt) als die Renommierteste galt. Für diesen Verein spielte er bis zum Sommer 1929.

### Nationalmannschaft
Günel begann seine Nationalmannschaftskarriere 1926 mit einem Einsatz für die türkische Nationalmannschaft im Testspiel gegen die Rumänische Nationalmannschaft. In dieser Begegnung absolvierte er sein erstes und einziges Länderspiel.